# Geraldia metallica
Geraldia metallica là một loài ruồi trong họ Tachinidae.